# Алан Дејвис
Алан Дејвис (енгл. Alan Davies; 6. март 1966) је енглески комичар, писац и глумац.
Глумео је главну улогу у Би-Би-Си-евој мистериозној драмској серији Џонатан Крик од 1997. године. Једини је стални панелиста (особа која учествује у јавној расправи) на Би-Би-Си-евој емисији ЧИ од 2003. године.

## Детињство и младост
Дејвис је рођен у Есексу. Детињство је провео у Чингфорду. Када је Алану било шест година, његова мајка је умрла од леукемије, а отац га је одгајао.
Похађао је школу у Лоугхтону и приватно се школовао у независној школи, где је стекао осам О-нива. Затим је прешао на колеџ за даље образовање у Лоугхтону где је стекао још четири О-нивоа и два А-нивоа (комуникацијске и позоришне студије). Дипломирао је драмске и позоришне студије на Универзитету у Кенту 1988. године, а универзитет му је уручио почасни докторат 2003. године.

## Каријера

### Стендап
Дејвис је почео да се бави стендап комедијом 1988. године у лабуристичком клубу. 1991. године проглашен је за најбољег младог комичара. Наставио је са турнејама и наступима у Великој Британији и Аустралији, освојивши награду критичара за комедију на фестивалу 1994. године. Та емисија објављена је на видео и аудио касети 1995. године као Алан Дејвис Уживо снимљен у Лирском позоришту у Лондону, као део фестивала у октобру 1994. године.
Верзија његовог шоуа „Урбана траума" која је гостовала у војводском позоришту и у Великој Британији и Аустралији, приказана је на Би-Би-Си ван 1998. године.
Године 2012. Дејвис је планирао нову турнеју под називом „Живот је бол". Наслов ове емисије произашао је из приче коју је чуо о шестогодишњој девојчици коју је испричала њена мајка. Рекао је „Ово ме је заиста насмејало". Турнеја је емитована на Дејву.

### Радио и телевизија
Године 1994. и 1995. Дејвис је био домаћин Алан Велики три серзоне на Радију 1, пре него што се појавио у путописном програму Један за пут. Касније је глумео главну улогу у Џонатином Крику, као креативни саветник сценског мађионичара, док истовремено решава наизглед натприродне мистерије својим талентом за логичку дедукцију и разумевањем илузија, у периоду од 1997. до 2004. године. Џонатан Крик је освојио БАФТА ТВ Награду за најбољу драмску серију. То је била емисисија у којој је Дејвис привукао највише пажње.
На дан Нове године 2009, на Би-Би-Си-у емитована је специјална епизода Џонатиног Крика. Дејвис се вратио у серију на Ускрс 2010. године, за једнократну епизоду. Међутим, серија се поново вратила на Ускрс 2013. године. Дејвис је у једном интервјуу потврдио да ће бити најмање још три специјала.
Алан Дејвис је написао и глумео у сопственом радио ситкому Алан Дејвис Шоу 1998. године. Касете су произвели и објавили Би-Би-Си, а епизоде су емитоване и на дигиталној радио станици Би-Би-Си седам. Дејвис је глумео Расел Бојда у Би-Би-Си-евој комедији Много лепршавих ствари 1998-2000. године.
Дејвис је 2001. године глумио Роберта Госажа у серији Боб и Роуз, драмедији о геј мушкарцу који „пада" на жену. За своју глуму освојио је награду за најбољег глумца на Монте-Карло телевизијском фестивалу. Позајмио је глас псу Џеку на радио ситкому О псу. Дејвис се 2003. године појавио у Звезда у аутомобилу с повољним ценама на Топ гир-у. Вратио се у Серију 8. У периоду од средине 1990-их до 2002. године Дејвис се рекламирао на Националној Опатији.
Дејвис је преузео мање комичну улогу 2004. године, глумећи фармера Хенрија, у серији Кратак. Емитована је недељом увече, има две сезоне. Следеће драмске улоге укључују управника Маларда у Госпођица Марпл (2008. године), као и Водич за добро домаћинство (Би-Би-Си ван, 2006. године), Римски пут (2004. године) и Хотел Вавилон (Би-Би-Си ван, 2008. године).
Тврдио је да је Џон Ленон најчувенији Британац свих времена на Би-Би-Си-ју, у серији Велики Британци 2002. године. Дејвис је глумео 2007. године у другој епизоди Не знате да сте рођени и у Невероватна истина.
Појавио се у епизоди Би-Би-Си-јевог научног програма Хоризонт, у којем га је професор Маркус Саутој покушао да упозна са елементима математичке мисли који су емитовани на Би-Би-Си ту 31. марта 2009. године. Појавио се у Хоризонту по други пут у новембру 2009. године.
Дејвис се 16. маја 2010. године појавио у „Ваше питање изненадне смрти“, епизоди детективске серије „Левис“, као Маркус Ричард, преварени водитељ квиза на такмичењу одржаном на колеџу у Оксфорду, на којем су неки од такмичара убијени. У септембру 2010. године започео је троделну документарну серију Алан Дејвис Тинејџерска револуција (Канал 4), засновану на његовој аутобиографској књизи Моји најдражи људи и ја, 1978–88.
У септембру 2010. године премијерно је приказана серија Би-Би-Си-јеве комедије под називом Бели у главној улози Дајвис као кувар. Међутим, отказана је након прве сезоне. Верује се да је била жртва смањења трошкова на Би-Би-Си-у након смањења износа накнада за лиценцу.
У априлу 2011. године, Дејвис се појавио као гост у емисији Мирна реч са ...на Ен-Би-Си каналу. Дејвис је 2011. године био и један од судија на ИТВ програму Покажите ми смешно, такмичењу за таленте.
У септембру 2012. године, први пут се појавио у серији Велики дебели квиз године, победивши у Великом квизу за масти из 90-их заједно са Пилом Јупитом.
У фебруару 2014. године Дејвис је на Би-Би-Си ту представио шоу Алан Дејвис после скијања на којој су се осврнули на неке од најбитнијих догађаја Зимских олимпијских игара 2014. године. Такође је био домаћин Бразилског банкара. Емисија је била сатиричан поглед на Светско првенство у фудбалу 2014. године, чији је домаћин био Бразил.
Од 2014. године домаћин је Спасиоца паса на каналу пет и емисије Алан Дејвис: Још увек без наслова.
Дизни му је понудио да позајми глас Бобу Годфрију.

## Лични живот
Дејвис се оженио са писцом Кејти Маскел 13. јануара 2007. године након шестомесечне веридбе. Први пут су се упознали на бекстејџу 2005. године. Аланов кум је његов пријатељ и партнер Бил Бејли. Дејвис и његова супруга имају троје деце.
Постао је вегетаријанац док је био студент и учествовао је у организацијама за права животиња. Међутим, током 2000-их неколико пута је изјавио да једе рибу. Године 2016. Дејвис је рекао да једе морску храну само када „не постоји добра вегетаријанска опција". Описивао је антививисекцијски видео са Помоћ животињама под називом Узалудан живот 2006. године.
Крајем 2007. године Времена и Дневни Телеград су објавили да је Дејвис угризао ухо бескућнику. Дејвис се само пробудио у близини клуба Гроухо. Рекао је Времену 2009. године, „Није био скитница. Био је бесан и грозан. Неколико пута ме је назвао погрдним именима. Или ако није он, онда је његов пријатељ. И, да, отишао сам код њега и учинио сам то на забаван начин". Након инцидента, забрањен му је улаз у клуб Гроухо.
Дејвис је доживотни навијач и носилац сезонске карте ФК Арсенала.
Присталица је Лабуристичке партије. За магазин Сага, 2013. године рекао је: „Социјална неправда ми је важна. Живот није сваки човек за себе. Живот би требало да буде у сарадњи.“ Гласао је за Џереми Корбина, лидера странке.
Похађао је мастер уметности креативног писања на колеџу, који је завршио у септембру 2018. године.

## Филмографија

### Телевизија
| Година    | Назив                             | Улога                   | Канал            | Белешке          |
| --------- | --------------------------------- | ----------------------- | ---------------- | ---------------- |
| 1997–2016 | Џонатан Крик                      | Џонатан Крик            | Би-Би-Си ван     | 5 сезона         |
| 2000      | Много лепршавих ствари            | Русел Бојд              | Би-Би-Си ван     | 1 сезона         |
| 2001      | Боб и Роуз                        | Роберт Госаж            | ИТВ              | 1 сезона         |
| 2003–     | КИ                                | Стални стручни сарадник | Би-Би-Си ту      | 16 сезона        |
| 2004–2005 | Кратак                            | Фармер Хенри            | ИТВ              | 2 сезоне         |
| 2006      | Водич за добро домаћинство        | Рејмонд Фокс            | Би-Би-Си ван     | 1 епизода        |
| 2007      | Госпођица Марпл                   | Малард                  | ИТВ              | 1 епизода        |
| 2008      | Хотел Вавилон                     | Ото Кларк               | Би-Би-Си ван     | 2 eпизоде        |
| 2010      | Бели                              | Роланд Вајт             | Би-Би-Си ту      | 1 сезоне         |
| 2010      | Левис                             | Маркус Ричард           | ИТВ              | 1 епизода        |
| 2011      | Мали крекери                      | Комичар / Алан          | Скај 1           | 2 епизоде        |
| 2011      | Покажите ми смешно                | Себе, Судија            | ИТВ              | 1 сезона         |
| 2014      | Алан Дејвис после скијања         | Предлагач               | Би-Би-Си ту      | 1 сезона         |
| 2014      | Позориште садашњости              | Ал                      | Небо Уметности 1 | Епизода: Проклет |
| 2014–     | Алан Дејвис: Још увек без наслова | Предлагач               | Дејв             | 5 сезона         |
| 2014–     | Спасиоци паса                     | Предлагач               | Канал 5          | 6 сезона         |
| 2016      | Свуда на радном месту             | Себе                    | Ци-Би-Би-Си      | 1 епизода        |
| 2016–2018 | Проклет                           | Ал                      | Канал 4          | 2 сезоне         |
| 2018      | Мистерије Френкија Дрека          | Џони Корк               | ЦБЦ Телевизија   | 1 епизода        |

### Филм
| Година | Назив                                 | Улога         | Белешке           |
| ------ | ------------------------------------- | ------------- | ----------------- |
| 2001   | Пас једе пса                          | Фил           |                   |
| 2004   | Римски пут                            | Винча         | Телевизијски филм |
| 2008   | Ангус, танге и право правцато љубљење | Боб Николсон  | Георгијин отац    |
| 2018   | Дечаци Бромли                         | Доналд Роберт |                   |

## Књиге
Дејвисову прву, аутобиографску књигу Моји најдражи људи и ја, 1978–88, објавио је Мајкл Џозеф, у септембру 2009. године. У мемоару је Дејвис рекао да жели да „покуша да се сети шта је волео као дечак / адолесцент и да открије зашто". Омиљени људи који се наводе у наслову су Антон Чехов, Џон Белуши, Бари Шин, Маргарет Тачер („само неколико дана", аутор дозвољава), Џон Макенро и Старски и Хач. У књизи се такође спомиње ФК Арсенал, фудбалски тим који подржава Дејвис; сећа се као дете како му је мајка на кошуљу ушивала клупску значку и капетански број, само годину дана пре него што је умрла. Меке корице објављене су под насловом Бунтовник без појма: како су ме 80-их направили.

## ВХС и ДВД
- Градска траума (1998)
- Живот је бол: Живи у Лондону (18. новембра 2013)
- Мале победе (28. новембар 2016)